# 大和見立
大和 見立(やまと けんりゅう)は、江戸時代の医師。

## 解説
父は華岡青洲の外科の師・大和見水。
大阪・和泉の出身で、後に岸和田藩藩医に任命される。
大和見立は晩年を岸和田で終え、岸和田市の光明寺にその墓がある。